# Cultura Jastorf
Cultura Jastorf  este o perioadă arheologică a zonei central nordice a Europei începând din jurul anului 600 î.e.n. până la momentul de cotitură (epoca preromană a fierului), predând cultura Elbgermanen . A fost numită așa de către istoricul Gustav Schwantes după localitatea Jastorf aflată în Saxonia Inferioară.

## Clasificare
Ipoteza că ar fi vorba despre o migrare dinspre Danemarca și Sudul Suediei (Scandinavia) este depășită. Mult mai probabil, și nu în ultimul rând din cauza hidronimelor – este originară între Harz  și Eider. S-a demonstrat că a existat un puternic schimb cultural cu cultura celtică La Tène. În jurul lui 500 i.CH., această cultură a ajuns până în actuala Turingie, Rinul Inferior și Silezia Inferioară.

## Periodizarea (omologul de cultură din Europa Centrală)
- 7th century BC, Jastorf A (Hallstatt D)
- 6th century BC, Jastorf B (La Tène A)
- 400–350 BC, Jastorf C (La Tène B)
- 350–120 BC, Ripdorf (La Tène C)
- 120–1 BC, Seedorf (La Tène D)